# 디보카 오를리체강
디보카 오를리체강(체코어: Divoká Orlice, 폴란드어: Dzika Orlica, 독일어: Wilde Adler)은 폴란드 돌니실롱스크주, 체코 파르두비체주와 흐라데츠크랄로베주를 흐르는 강으로 길이는 99.3 km, 유역 면적은 806.5 km2이다. 디보카 오를리체강과 접한 주요 도시로는 폴란드 두슈니키즈드루이, 체코 잠베르크가 있다.